# Nation of Islam
Nation of Islam, também referida pelo acrônimo NOI (em português:  Nação do Islã(o)), é um grupo político e religioso que se reclama de islâmico, fundado em Detroit, Michigan, em julho de 1930, por Wallace D. Fard Muhammad. Seus objetivos declarados são o de melhorar a condição social, econômica e de consciência espiritual dos afro-americanos nos Estados Unidos e no mundo.
Os críticos descrevem a organização como sendo supremacista negra, antissemita e homofóbica. O Southern Poverty Law Center considera a NOI como um grupo de ódio.
A Nação ensina que houve uma sucessão de deuses mortais, todos homens negros nomeados Alá. Afirma que o primeiro Alá criou os primeiros humanos, a tribo de Shabazz, de língua árabe e pele escura, cujos membros possuíam divindade interior e dos quais descendem todas as pessoas de cor. Ela afirma então que um cientista chamado Yakub criou posteriormente a raça branca, que não tinha divindade interior. Os brancos eram intrinsecamente violentos e derrubaram a tribo de Shabazz, tornando-se globalmente dominantes. Posicionando-se contra a sociedade dominada pelos brancos dos Estados Unidos, a NOI faz campanha pela criação de um Estado-nação afro-americano independente e clama para que os afro-americanos sejam economicamente autossuficientes e separatistas. Uma tradição milenarista, afirma que o Alá atual logo chegará a bordo de uma nave espacial, o "Avião-Mãe", ou a "Nave-Mãe", para exterminar a raça branca e estabelecer uma utopia. Os membros se reúnem para adorar em edifícios chamados mesquitas ou templos; suas crenças são materialistas, rejeitando a existência de qualquer essência espiritual ou vida após a morte. Espera-se que os praticantes vivam vidas altamente disciplinadas, aderindo a códigos de vestimenta rígidos, requisitos dietéticos específicos e papéis patriarcais de gênero.
A organização publica um periódico chamado The Final Call. A Nação do Islã não divulga quantos são os seus membros; Lawrence A. Mamiya, professor no Vassar College, supõe que chegue a cerca de 50.000.
Após o desaparecimento de Fard, em junho de 1934, o grupo passou a ser liderado por Elijah Muhammad, que estabeleceu locais de culto, uma escola, a Muhammad University of Islam, empresas e imóveis nos EUA e outros países. A organização  tem sido uma forte defensora dos negócios afro-americanos.
Houve diversas cisões e ramificações do grupo durante o período de liderança de Elijah Muhammad — destacando-se a saída do líder senior Malcolm X, que passaria a defender o sunismo. Após a morte de Elijah em 1975, seu filho, Warith Deen Mohammed alterou o nome da organização para "World Community of Islam in the West" (Comunidade Mundial do Islã no Ocidente) e tentou convertê-la ao sunismo.
Em 1977, Louis Farrakhan rejeitou a liderança de Warith Deen Mohammed e restabeleceu o modelo original da Nação do Islã, asumindo o controle do principal templo, a Mesquita de Maryam, localizada em Chicago. Desde 2010, o estudo da Dianética pelos membros da organização vem sendo encorajado.

## Crenças e ideologia
A maior crença da NOI é de um Deus único de nome Alá. É ensinado que seu fundador, Master Fard Muhammad, é o Mádi. As crenças oficiais têm sido delineadas em livros, documentos e publicações da organização, assim como em discursos de Elijah Muhammad, Malcolm X, Farrakhan e outros pregadores.
Muitos dos ensinamentos de Elijah podem ser encontrados nos livros Message to the Blackman in America (Mensagem para os homens negros da América) e The True History of Jesus as Taught by the Honorable Elijah Muhammad (A verdadeira história de Jesus como ensinada pelo honorável Elijah Muhammad).
Lições escritas, passadas por W. Fard Muhammad ao seu aluno, Elijah Muhammad, também foram organizadas e publicadas sobre o nome de The Supreme Wisdom ('A Sabedoria Suprema').

### Questões etnorraciais
Wallace Fard Muhammad pregava que a origem da humanidade era constituída por negros e que as pessoas de cor branca seriam uma raça de "demônios" criados por um cientista chamado Yakub (correspondente a Jacó na Bíblia Cristã) na ilha grega de Patmos. De acordo com os textos da Sabedoria Suprema Fard atribui aos homens brancos a classificação de demônios por terem formado uma cultura baseada em mentiras e morte.
Os casamentos inter-raciais são proibidos: “Acreditamos que os casamentos mistos ou a miscigenação devem ser proibidos”.

## Antissemitismo
Uma série de organizações e acadêmicos consideram a Nação do Islã como antissemita, afirmando que ela se envolveu na negação do Holocausto e interpretações antissemitas do Holocausto, e exagera sobre o papel dos judeus no comércio de escravos africanos, enquanto os historiadores tradicionais, como Saul S. Friedman, disseram que os judeus tiveram um papel insignificante. A Nação do Islã rejeitou repetidamente as acusações feitas contra ela como falsas  e com motivação política.

### Acusações
A Liga Anti-Difamação, a Southern Poverty Law Center, o Comitê Judaico Americano, o Congresso Judaico Americano, e o Instituto Stephen Roth para o Estudo do Antissemitismo e Racismo Contemporâneos condenaram a Nação do Islã como antissemita.
Estudiosos da religião comparada argumentaram que a Nação do Islã é antissemita e defende a negação do Holocausto. Por exemplo, no  Global Journal of Classical Theology , o Professor Richard V. Pierard escreve:
A negação do Holocausto é uma ação comercial da Ku Klux Klan, Neo-Nazi, Skinhead ... e também pode ser encontrada em grupos de ódio Negros como a Nação do Islã de Louis Farrakhan, alguns escritores afrocentristas e na retórica árabe anti-Israel. O fio condutor comum a todas essas manifestações é o antissemitismo; isto é, ódio ou antipatia pelos judeus.
Um relatório do Instituto Stephen Roth para estudar o antissemitismo e o racismo afirma o seguinte:
Louis Farrakhan e a Nação do Islã (NOI), que ele dirige, têm um longo e bem documentado registro de retórica cheia de ódio e antissemita. Ao longo dos anos, ministros e representantes da NOI expressaram regularmente sentimentos antissemitas, antibrancos, anti-homossexuais e anticatólicos em seus discursos. Além disso,  The Final Call , o órgão oficial da NOI, reflete o antissemitismo de Farrakhan e sua organização.

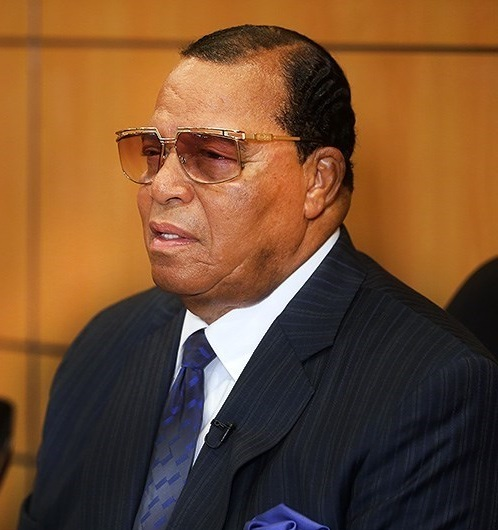
Louis Farrakhan em entrevista coletiva no Spinas Hotel, Teerã, Irã.

O secretário do Interior britânico, Jack Straw, e os advogados do Ministério do Interior também descreveram as opiniões de Farrakhan como "antissemitas e racialmente divisivas" e, como resultado, ele foi banido do Reino Unido desde 1986.
Uma revista católica, This Rock, descreveu a Nação do Islã como antissemita e anticatólica.
Vários humanistas seculares proeminentes escreveram que a NOI é antissemita. Hating in the Name of God, de Benjamin Radford (Site do Conselho de Humanismo Secular), e o discurso de Madeline Weld no encontro anual de 1995 da Associação Humanista do Canadá são exemplos de tais críticas.

### Farrakhan chama os judeus de "satânicos" e compara eles aos cupins
Louis Farrakhan disse em um discurso de 2014 que "os judeus satânicos que controlam tudo, e principalmente todos, se eles são seus inimigos, você deve, deve ser alguém". Em um discurso de outubro de 2018, Farrakhan se referiu aos judeus como cupins (térmitas): "Então, quando eles falam sobre Farrakhan, me chamam de odiador, você sabe o que eles fazem, me chamam de antissemita. Pare com isso, eu sou anticupim."